# 佐原村 (茨城県)
佐原村（さはらむら）は茨城県久慈郡にかつて存在した村である。

## 地理
- 現在の大子町の西部に位置する。
- 村内には久慈川の支流が流れている。
- 八溝山地に位置し、村域は山がちな地形になっている。
- 村は栃木県との県境に位置する。

## 歴史

### 村域の変遷
- 1889年（明治22年）4月1日 - 町村制施行により、芦野倉村・塙村・田野沢村・上金沢村・下金沢村・相川村・初原村・槇野地村・左貫村が合併し久慈郡依上村が発足。
- 1890年（明治23年）7月3日 - 依上村の一部（初原・槇野地・左貫）が分立し佐原村が発足。
- 1955年（昭和30年）3月31日 - 佐原村は大子町・依上村・袋田村・宮川村・黒沢村・生瀬村・上小川村と下小川村の一部（西金・盛金の一部）とともに合併し大子町が発足。佐原村は消滅。

変遷表
| 1868年 以前 | 1868年 以前 | 明治22年 4月1日 | 明治23年 7月3日 | 昭和30年 3月31日 | 現在   |
| ----------- | ----------- | --------------- | --------------- | ---------------- | ------ |
|             | 初原村      | 依上村 の一部   | 佐原村 分立     | 大子町           | 大子町 |
|             | 槇野地村    | 依上村 の一部   | 佐原村 分立     | 大子町           | 大子町 |
|             | 左貫村      | 依上村 の一部   | 佐原村 分立     | 大子町           | 大子町 |

## 大字
- 初原（はつばら）
- 槇野地（まぎのち）
- 左貫（さぬき）

## 人口・世帯

### 人口
総数 [単位： 人]
| 1891年（明治24年） | 1,977 |
| 1914年（大正 3年） | 2,935 |
| 1920年（大正 9年） | 2,878 |
| 1935年（昭和10年） | 3,225 |
| 1950年（昭和25年） | 3,688 |

### 世帯
総数 [単位： 世帯]
| 1920年（大正 9年） | 600 |
| 1935年（昭和10年） | 609 |
| 1950年（昭和25年） | 639 |